# پژو ۴۰۷

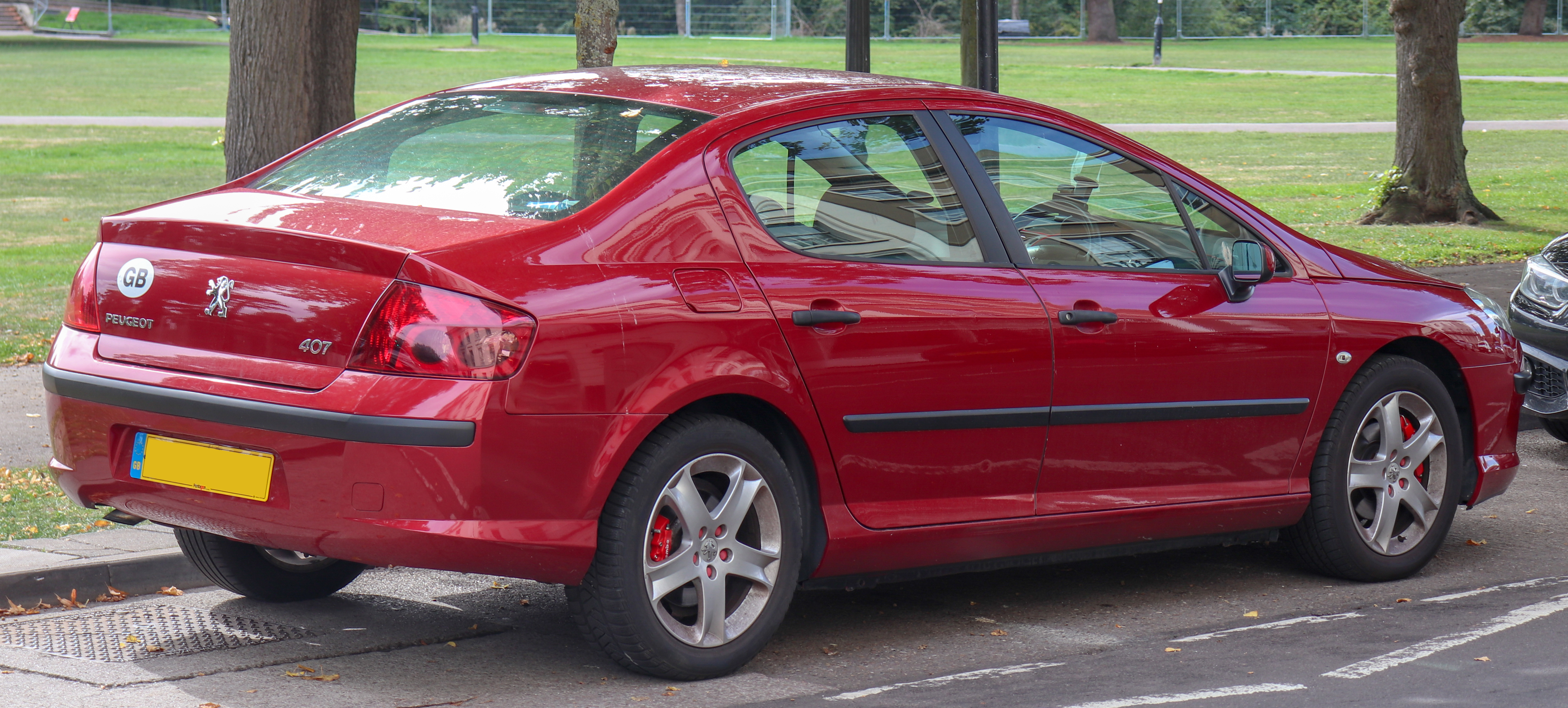
نمای پشتی مدل سدان

پژو ۴۰۷ (به انگلیسی: Peugeot 407) یک خودرو در کلاس خانوادگی بزرگ است که توسط تولیدکنندهٔ خودرو فرانسوی پژو با دو نوع گیربکس دنده‌ای و اتوماتیک بین سال‌های ۲۰۰۴ تا ۲۰۱۰ تولید می‌شد.
گیربکس دنده‌ای ۴۰۷ مجهز به موتور ۲ لیتری بنزینیِ ۴ سیلندر سرعتی وارد شده به ایران سرعتی معادل ۲۱۷ کیلومتر در ساعت داشته که در عرض ۸/۹ ثانیه به شتاب صفر تا صد می‌رسد، اما گیربکس اتوماتیک دارای سرعتی برابر ۲۱۳ کیلومتر در ساعت است و می‌تواند در عرض ۹/۸ ثانیه به شتاب صد کیلومتر برسد. هر دو استاندارد یورو ۴ دارند، این در حالی است که مصرف سوخت ترکیبی اتوماتیک در هر صد کیلومتر ۱۰ لیتر و معمولی ۸/۴ لیتر است.
قدرت هر دو ۱۴۰ اسب بخار است. همچنین هر دو مدل از موتور ۲ لیتری تنفس طبیعی برخوردار می‌باشند.
شتاب خوب خودرو به دلیل هماهنگی عالی موتور و گیربکس است. از لحاظ شتابگیری، ۴۰۷ را نمی‌توان رقیب خودرو‌های شش‌سیلندر مانند آزرا، کمری گرند و سوناتا دانست.
با توجه به سیستم‌های ترمز موجود در پژو ۴۰۷، می‌توان آن را رقیب مرسدس بنز  و بی‌ام‌و هم‌رده‌های خود در آن سال‌ها قرار داد.
از دیگر امکانات پژو ۴۰۷ در نسخه صادر شده به ایران می‌توان به هشت کیسهٔ هوا برای نسخه دستیِ پنج‌سرعته و هشت کیسهٔ هوا برای نسخه اتوماتیک اشاره کرد در نسخه اتوماتیک دو عدد از کیسه‌های هوا در چرخ فرمان و داشبورد سرنشینِ جلو، کنار صندلی راننده و سرنشین جلو قرار دارد و  کیسه‌های هوای پرده‌ای در عقب و یک کیسهٔ هوا زیر پای راننده قرار دارد،  از‌ دیگر امکانات پژو ۲۰۷ می‌توان به سیستم کنترل کشش و پایداری، محدودکنندهٔ سرعت و کروز کنترل 
پردهٔ آفتاب‌گیر عقب، تنظیم برقی موقعیت صندلی راننده و سر نشین جلو، تنظیم دستی گودی پشت صندلی راننده و سر نشین جلو اشاره کرد
دلیل کیفیت بالای فرمان پذیری پژو ۴۰۷ می‌تواند به دلیل برقی بودن سامانه کمکی هیدرولیک فرمان آن باشد که برخلاف خودرو‌های مجهز به فرمان هیدرولیک در ایران از تسمه استفاده نکرده و با استفاده از نیروی پمپ برقی بدون تسمه کار می‌کند.

## سیستم تعلیق
نوعی خاص از سیستم تعلیق دوجناقی در چرخ‌های جلوی این خودرو به‌کار رفته‌است. برخی خودروها با اندازه متوسط به‌بالا مانند هوندا آکورد (از ۲۰۱۳ به بعد مک فرسون)، مزدا ۶ و بسیاری از انواع خودروهای مسابقه‌ای، دارای این سیستم تعلیق در چرخ‌های جلو هستند. این نکته سیستم تعلیق چرخ‌های جلو این خودرو را از بسیاری خودروهای هم‌رده‌اش جدا می‌سازد.

## شبکهمالتی‌پلکس
سیستم برق و شبکه مالتی‌پلکس پژو ۴۰۷ شباهت بسیار زیادی با پژو ۲۰۶ دارد.
BSI مدیریت انتقال برق به سایر قسمت‌ها را برعهده دارد. BSI این خودرو اصطلاحاً مدل CROSS RANGE نامیده می‌شود؛ یعنی در هنگام کار با دستگاه عیب‌یاب بر روی این خودرو در منو انتخاب نوع BSI حتماً باید نوع CROSS RANGE انتخاب شود.
شبکهٔ مالتی‌پلکس این خودرو از سه شبکه تشکیل شده‌است که توسط BSI با یکدیگر در ارتباط‌اند.
شبکه این خودرو FULL CAN می‌باشد، یعنی از شبکه VAN در این خودرو استفاده نشده‌است.
به سیم‌های این شبکه برق در این خودرو CAN-H و CAN-L گفته می‌شود. این سیم‌ها همان DATA و DATA BAR در شبکهٔ مالتی‌پلکس پژو ۲۰۶ هستند.

## ایمنی

نتیجه آزمایش ایمنی خودروی پژو ۴۰۷ توسط EURONCAP

پژو ۴۰۷ دو بار در سال‌های ۲۰۰۴ و ۲۰۰۵ توسط مؤسسه یورو ان‌سی‌ای‌پی مورد آزمایشِ تصادفات قرار گرفت. در سال ۲۰۰۴ نسخهٔ سدان آن توانست ۵ ستاره از ۵ ستاره ایمنی برای سرنشینان، ۴ ستاره از ۵ ستاره برای کودکان و ۲ ستاره از ۴ ستاره را در بخش عابران پیاده کسب کند. همچنین در آزمایش سال ۲۰۰۵ که بر روی پژو ۴۰۷ کوپه انجام شد، این خودرو توانست امتیازات کسب‌شده توسط نسخهٔ سدان را تکرار کند.
| نتایج تست سال ۲۰۰۴ پژو ۴۰۷ نسخهٔ سدان |         |
| حفاظت از سرنشینان                    | ۵ ستاره |
| ایمنی کودک                           | ۴ ستاره |
| حفاظت از عابر پیاده                  | ۲ ستاره |

| نتایج تست سال ۲۰۰۵ پژو ۴۰۷ نسخهٔ کوپه |         |
| حفاظت از سرنشینان                    | ۵ ستاره |
| ایمنی کودک                           | ۴ ستاره |
| حفاظت از عابر پیاده                  | ۲ ستاره |

## مدل عرضه شده در ایران
دو مدل از این خودرو در ایران توسط شرکت ایران‌خودرو وارد و عرضه شد. بقیهٔ مدل‌ها، وارداتی هستند و توسط اشخاص یا شرکت‌های دیگری وارد شده‌اند که تعدادشان کم است. بر اساس یک آمار غیررسمی ۱۵۰۰ دستگاه توسط ایران خودرو و ۲۰۰ دستگاه توسط واردکننده‌های دیگر وارد شده‌اند.
مدلی که شرکت ایران خودرو وارد کرده‌است از سری موتور EW10A با حجم ۱۹۹۵ سی‌سی با ۴ سیلندر و در دو نوع گیربکس دستی (BE۴/۵) و اتوماتیک(AL4 TIP TRONIC) است. نوع اتوماتیک آن که توسط ایران‌خودرو وارد شده‌است به فول‌آپشن شرکتی معروف است. برخلاف تصور رایج، ایران‌خودرو هیچ مدلی از این خودرو را نساخته و مونتاژ نکرده‌است.
خودرو ۴۰۷ قرار بود جایگزین پژو ۴۰۵ ایران‌خودرو باشد، ولی با توجه به سیاست‌های ایران‌خودرو، ۴۰۵ بر‌کنار نشد و تولید ۴۰۷ هم چندین سال بعد متوقف شد.
پژو ۴۰۷ اولین بار در ششمین نمایشگاه بین‌المللی خودرو تهران در سال ۱۳۸۳ توسط شرکت ایران‌خودرو به نمایش درآمد که با توجه به محدودیت واردات خودرو به کشور در آن سال‌ها و طراحی غیرعادی ۴۰۷، این خودرو در نمایشگاه خودرو تهران مورد استقبال بازدیدکنندگان قرار گرفت و یکی از جذاب‌ترین خودروهای به نمایش درآمده بود.
سه سال بعد مدل تغییر چهره یافته (فیس لیفت ۲۰۰۸) پژو ۴۰۷ برای اولین بار در هشتمین نمایشگاه بین‌المللی خودرو مشهد در غرفه ایران‌خودرو رونمایی شد.
از سال ۱۳۸۷ ایران‌خودرو شروع به ثبت‌نام و عرضه این خودروی وارداتی کرد که به احتمال زیاد قصد تست بازار ایران و نهایتاً راه‌اندازی خط مونتاژ آن را داشت که پس از استقبال نسبتاً کم در ایران و توقف تولید آن در فرانسه و قطع ارتباط پژو با ایران خودرو دیگر ادامه نیافت.
یکی از علت‌های عدم استقبال از این خودرو در زمان واردات آن بین سال‌های ۸۷–۹۰ می‌تواند قیمت‌گذاری بالای ایران خودرو و عرضه ارزانتر مدل‌های جذاب تر و با آپشن تر توسط واردکنندگان خودروهای ژاپنی و کره‌ای و حتی چینی باشد. برخی افراد، تبلیغات نامناسب و حتی تحریم‌های اقتصادی را از علت‌های دیگر توقف واردات و عرضه آن توسط ایران خودرو می‌دانند.
به هر ترتیب، خودرویی که می‌توانست به یکی از محبوب‌ترین و رایج‌ترین خودروهای ساخت و مونتاژ داخل ایران تبدیل شود با دلایلی پنهان و آشکار جای خود را به خودروهای دیگر داد. همین سرنوشت تقریباً شامل حال سیتروئن سی ۵ نیز شد. شاید بتوان موفق‌ترین خودروی فرانسوی در این کلاس را سری‌های رنو مگان دانست که البته به اندازه دو خودروی قبلی لوکس و پیشرفته نیست ولی توانسته است با اقبال بیشتری روبرو شود.
```
از دیگر امکانات پژو ۴۰۷ در نسخه صادر شده به ایران میتوان به شش کیسه هوا برای نسخه دستی پنج سرعته و هشت کیسه هوا برای نسخه اتوماتیک اشاره کرد در نسخه اتوماتیک دو عدد از کیسه های هوا در چرخ فرمان و داشبورد سرنشین جلو کنار صندلی راننده و سر نشین جلو کیسه های هوای پرده ای عقب و یک کیسه هوای زیر پای راننده قرار دارند،سیستم کنترل کشش و پایداری،محدود کننده سرعت و کروز کنترل پرده آفتابگیر عقب،تنظیم برقی موقعیت صندلی راننده و سر نشین جلو،تنظیم دستی گودی کمر صندلی راننده و سر نشین جلو اشاره کرد دلیل کیفیت بالای فرمان پذیری پژو ۴۰۷ می‌تواند به دلیل برقی بودن سامانه کمکی هیدرولیک فرمان آن باشد که بر خلاف خودرو های مجهز به فرمان هیدرولیک در ایران از تسمه استفاده نکرده و با استفاده از نیروی پمپ برقی بدون تسمه کار می‌کند
```

## موتورها

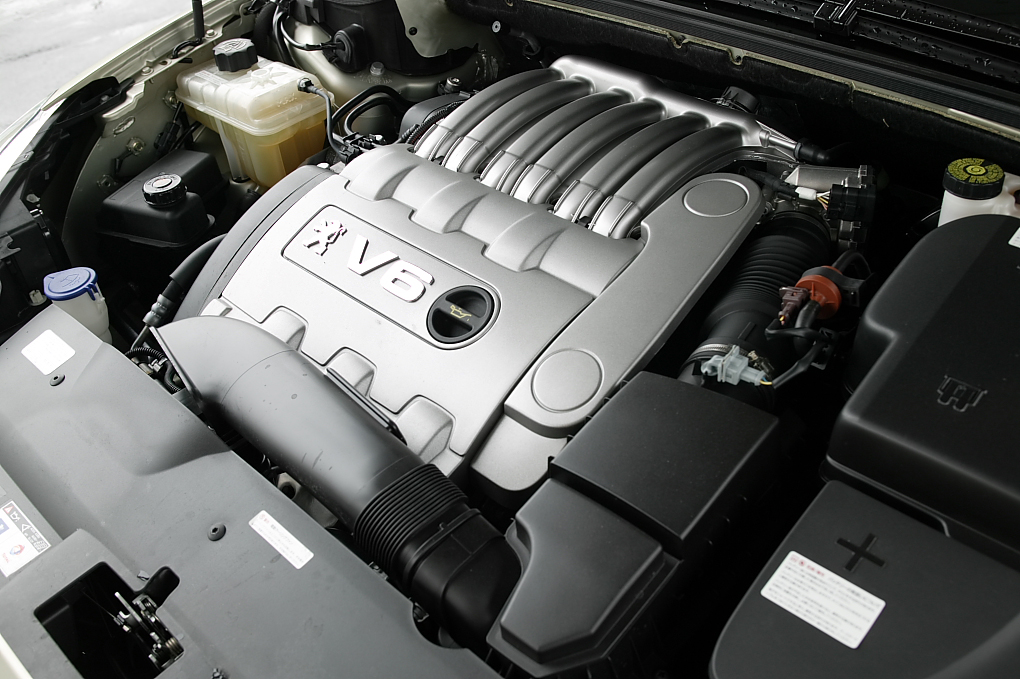
Peugeot 407 V6 petrol engine

| مدل             | موتور              | حجم موتور | مجموعه سوپاپ | سیستم سوخت رسانی             | حداکثر قدرت دردور در دقیقه                                | حداکثر گشتاور دردور در دقیقه                   | 0–100 کیلومتر/ساعت                        | Vحداکثر                                | Years     |
| --------------- | ------------------ | --------- | ------------ | ---------------------------- | --------------------------------------------------------- | ---------------------------------------------- | ----------------------------------------- | -------------------------------------- | --------- |
| موتورهای بنزینی |                    |           |              |                              |                                                           |                                                |                                           |                                        |           |
| 1.8             | EW7 J4 (6FZ)       | 1,749 cc  | I4 DOHC 16v  | Multi-point fuel injection   | ۱۱۵ اسب بخار متری (۸۵ کیلووات؛ ۱۱۳ اسب بخار) @ 5,500 rpm  | ۱۶۳ نیوتن متر (۱۲۰ پوند-فوت) @ 4,500 rpm       | 12.9 s                                    | ۲۰۰ کیلومتر بر ساعت (۱۲۴ مایل بر ساعت) | 2004–2005 |
| 1.8             | EW7 (6FY)          | 1,749 cc  | I4 DOHC 16v  | Multi-point fuel injection   | ۱۲۵ اسب بخار متری (۹۲ کیلووات؛ ۱۲۳ اسب بخار) @ 6,000 rpm  | ۱۷۰ نیوتن متر (۱۲۵ پوند-فوت) @ 3,750 rpm       | 10.3 s                                    | ۲۰۳ کیلومتر بر ساعت (۱۲۶ مایل بر ساعت) | 2005–2010 |
| 2.0             | EW10 J4 (RFN)      | 1,997 cc  | I4 DOHC 16v  | Multi-point fuel injection   | ۱۳۶ اسب بخار متری (۱۰۰ کیلووات؛ ۱۳۴ اسب بخار) @ 6,000 rpm | ۱۹۰ نیوتن متر (۱۴۰ پوند-فوت) @ 4,100 rpm       | 10.3 s                                    | ۲۱۲ کیلومتر بر ساعت (۱۳۲ مایل بر ساعت) | 2004–2005 |
| 2.0             | EW10 A (RFJ)       | 1,997 cc  | I4 DOHC 16v  | Multi-point fuel injection   | ۱۴۰ اسب بخار متری (۱۰۳ کیلووات؛ ۱۳۸ اسب بخار) @ 6,000 rpm | ۲۰۰ نیوتن متر (۱۴۸ پوند-فوت) @ 4,000 rpm       | 10.3 s                                    | ۲۱۳ کیلومتر بر ساعت (۱۳۲ مایل بر ساعت) | 2005–2011 |
| 2.2             | EW12 J4 (3FZ)      | 2,230 cc  | I4 DOHC 16v  | Multi-point fuel injection   | ۱۵۸ اسب بخار متری (۱۱۶ کیلووات؛ ۱۵۶ اسب بخار) @ 5,650 rpm | ۲۱۷ نیوتن متر (۱۶۰ پوند-فوت) @ 3,900 rpm       | 9.0 s (Man) 10.7 (Auto) SW: 11.1 s (Auto) | ۲۲۰ کیلومتر بر ساعت (۱۳۷ مایل بر ساعت) | 2004–2005 |
| 2.2             | EW12 J4 (3FY)      | 2,230 cc  | I4 DOHC 16v  | Multi-point fuel injection   | ۱۶۳ اسب بخار متری (۱۲۰ کیلووات؛ ۱۶۱ اسب بخار) @ 5,875 rpm | ۲۲۰ نیوتن متر (۱۶۲ پوند-فوت) @ 4,150 rpm       | 10.1 s                                    | ۲۲۲ کیلومتر بر ساعت (۱۳۸ مایل بر ساعت) | 2005–2009 |
| 3.0             | ES9 A (XFV)        | 2,946 cc  | وی۶ DOHC 24v | Multi-point fuel injection   | ۲۱۱ اسب بخار متری (۱۵۵ کیلووات؛ ۲۰۸ اسب بخار) @ 6,000 rpm | ۲۹۰ نیوتن متر (۲۱۴ پوند-فوت) @ 3,750 rpm       | 8.7 s (Auto)                              | ۲۳۵ کیلومتر بر ساعت (۱۴۶ مایل بر ساعت) | 2004–2006 |
| موتورهای دیزلی  |                    |           |              |                              |                                                           |                                                |                                           |                                        |           |
| 1.6 HDi         | DV6 TED4 (9HY/9HZ) | 1,560 cc  | I4 DOHC 16v  | Common rail direct injection | ۱۰۹ اسب بخار متری (۸۰ کیلووات؛ ۱۰۸ اسب بخار) @ 4,000 rpm  | ۲۴۰ نیوتن متر (۱۷۷ پوند-فوت) @ 1,750 rpm       | 13.1 s                                    | ۱۹۲ کیلومتر بر ساعت (۱۱۹ مایل بر ساعت) | 2004–2010 |
| 2.0 HDi         | DW10 BTED4 (RHR)   | 1,997 cc  | I4 DOHC 16v  | Common rail direct injection | ۱۳۶ اسب بخار متری (۱۰۰ کیلووات؛ ۱۳۴ اسب بخار) @ 4,000 rpm | ۳۲۰ نیوتن متر (۲۳۶ پوند-فوت) @ 2,000 rpm       | 9.8 s (Man) 10.7 (Auto) SW: 11.2s (Auto)  | ۲۰۸ کیلومتر بر ساعت (۱۲۹ مایل بر ساعت) | 2004–2009 |
| 2.0 HDi         | DW10 BTED4 (RHF)   | 1,997 cc  | I4 DOHC 16v  | Common rail direct injection | ۱۴۰ اسب بخار متری (۱۰۳ کیلووات؛ ۱۳۸ اسب بخار) @ 4,000 rpm | ۳۲۰ نیوتن متر (۲۳۶ پوند-فوت) @ 2,000 rpm       | 9.8 s                                     | ۲۰۸ کیلومتر بر ساعت (۱۲۹ مایل بر ساعت) | 2008–2010 |
| 2.0 HDi         | DW10 CTED4 (RHH)   | 1,997 cc  | I4 DOHC 16v  | Common rail direct injection | ۱۶۳ اسب بخار متری (۱۲۰ کیلووات؛ ۱۶۱ اسب بخار) @ 3,750 rpm | ۳۴۰ نیوتن متر (۲۵۱ پوند-فوت) @ 2,000–3,000 rpm | 9.6 s                                     | ۲۱۰ کیلومتر بر ساعت (۱۳۰ مایل بر ساعت) | 2009–2011 |
| 2.2 HDi         | DW12 BTED4 (4HT)   | 2,179 cc  | I4 DOHC 16v  | Common rail direct injection | ۱۷۰ اسب بخار متری (۱۲۵ کیلووات؛ ۱۶۸ اسب بخار) @ 4,000 rpm | ۳۷۰ نیوتن متر (۲۷۳ پوند-فوت) @ 1,500 rpm       | 8.7 s                                     | ۲۲۵ کیلومتر بر ساعت (۱۴۰ مایل بر ساعت) | 2006–2010 |
| 2.7 HDi         | DT17 TED4 (UHZ)    | 2,720 cc  | وی۶ DOHC 24v | Common rail direct injection | ۲۰۴ اسب بخار متری (۱۵۰ کیلووات؛ ۲۰۱ اسب بخار) @ 4,000 rpm | ۴۴۰ نیوتن متر (۳۲۵ پوند-فوت) @ 1,900 rpm       | 8.5 s                                     | ۲۳۰ کیلومتر بر ساعت (۱۴۳ مایل بر ساعت) | 2006–2009 |
| 3.0 HDi         | DT20 C             | 2,993 cc  | وی۶ DOHC 24v | Common rail direct injection | ۲۴۱ اسب بخار متری (۱۷۷ کیلووات؛ ۲۳۸ اسب بخار) @ 3,800 rpm | ۴۵۰ نیوتن متر (۳۳۲ پوند-فوت) @ 1,600 rpm       | 7.9 s                                     | ۲۴۵ کیلومتر بر ساعت (۱۵۲ مایل بر ساعت) | 2009–2011 |

## فروش جهانی
| سال  | تولید جهانی          | فروش جهانی | توضیحات                           |
| ۲۰۰۴ | اطلاعی در دسترس نیست | ۱۶۵٬۰۰۰    |                                   |
| ۲۰۰۵ | اطلاعی در دسترس نیست | ۲۵۹٬۰۰۰    |                                   |
| ۲۰۰۶ | اطلاعی در دسترس نیست | ۱۸۱٬۵۰۰    |                                   |
| ۲۰۰۷ | اطلاعی در دسترس نیست | ۱۳۶٬۰۰۰    |                                   |
| ۲۰۰۸ | اطلاعی در دسترس نیست | ۸۱٬۴۰۰     |                                   |
| ۲۰۰۹ | ۳۹٬۵۰۰               | ۳۹٬۵۰۰     |                                   |
| ۲۰۱۰ | ۲۸٬۹۰۰               | ۳۱٬۳۰۰     |                                   |
| ۲۰۱۱ | ۷۳۴                  | ۲٬۶۰۵      | کل تولید پژو ۴۰۷ به ۸۶۰٬۹۵۶ رسید. |

## جایگزین
در نوامبر ۲۰۰۹ شرکت پژو-سیتروئن اعلام کرد که جایگزین پژو ۴۰۷، پژو ۵۰۸ خواهد بود که آن هم در تاریخ اکتبر ۲۰۱۰ رسماً عرضه شد.
پژو ۵۰۸ یک خودروی سدان است که تقریباً ۱۲ سانتی‌متر از پژو ۴۰۷ طولانی‌تر است که تواماً جایگزین پژو ۶۰۷ نیز شده‌است. پژویی با عنوان پژو ۴۰۸ در چین تولید می‌شود که مدل تغییر یافتهٔ پژو ۳۰۸ است و در آمریکا جایگزین پژو ۴۰۷ شده‌است.

## نگارخانه

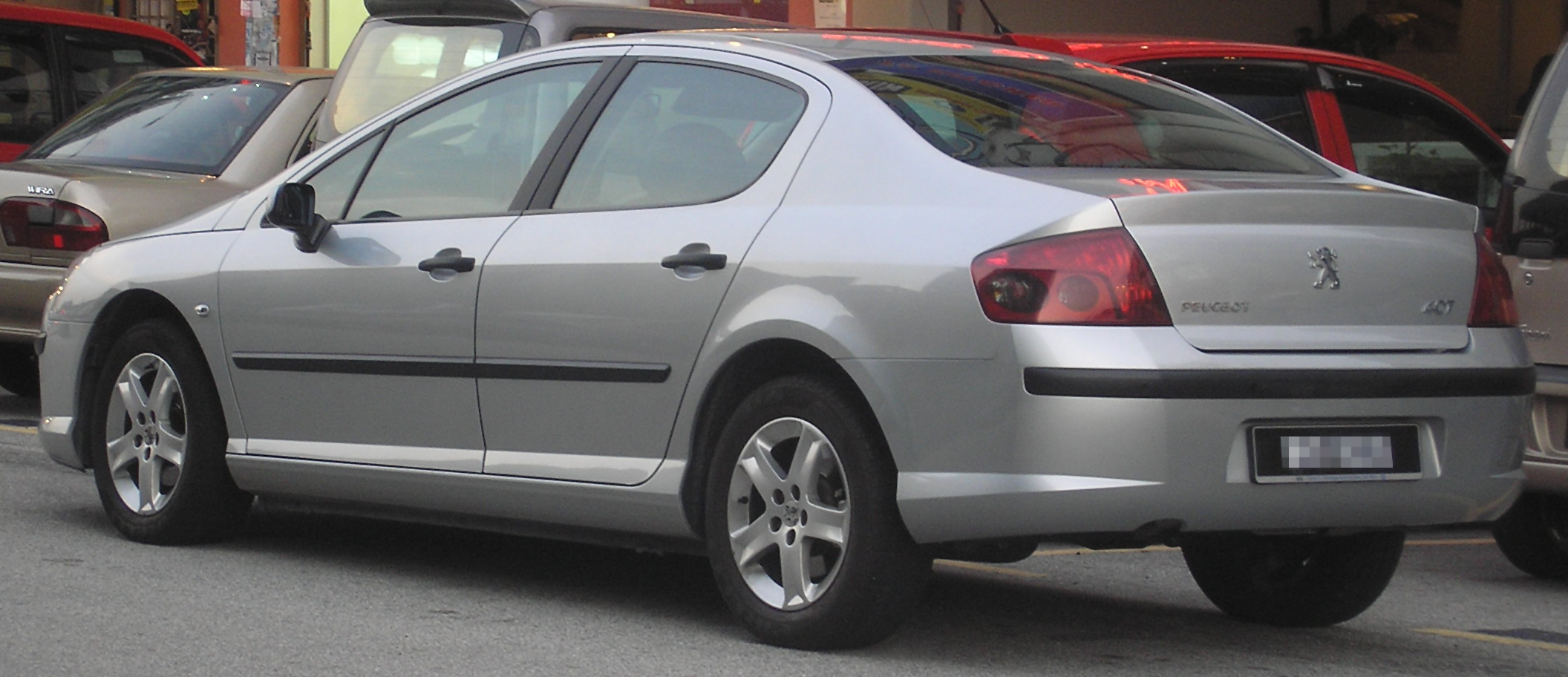
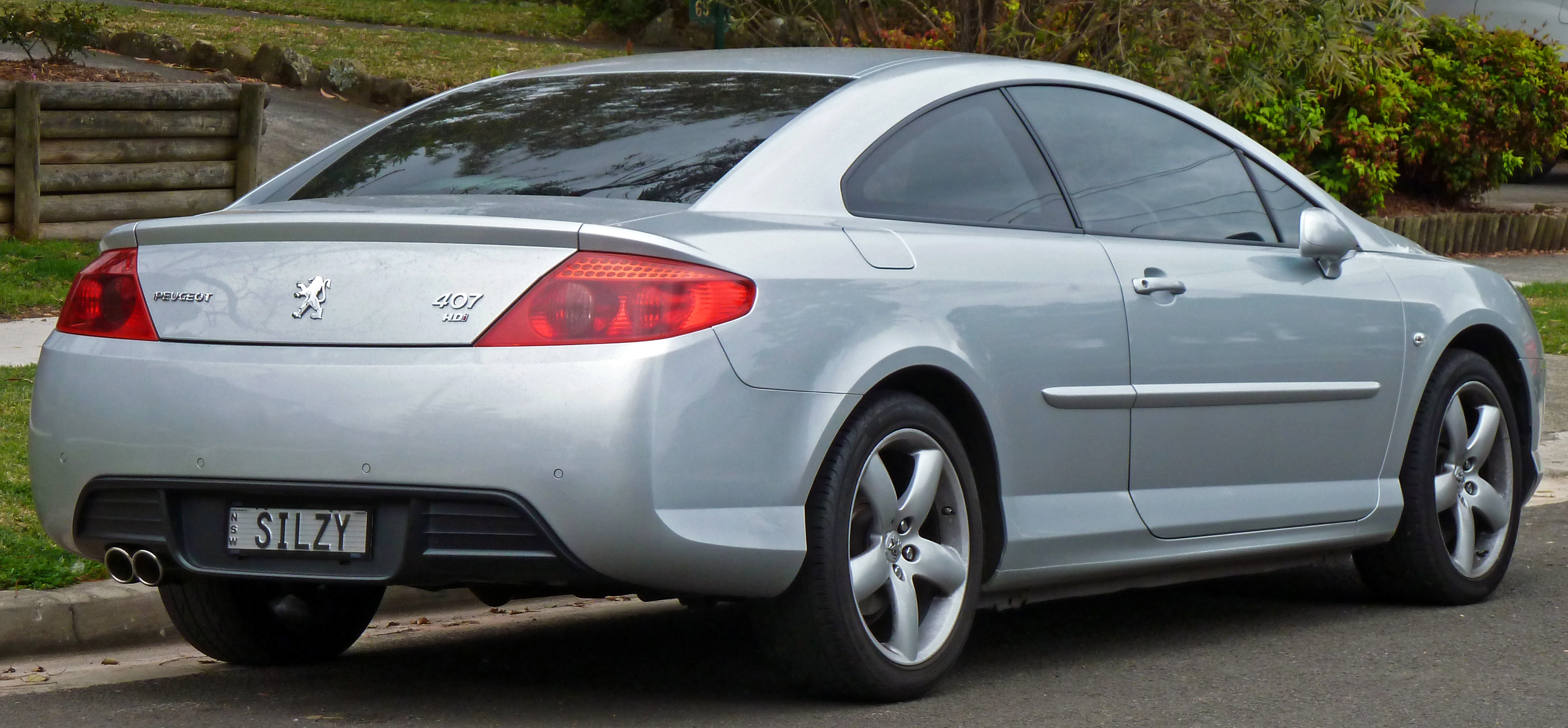
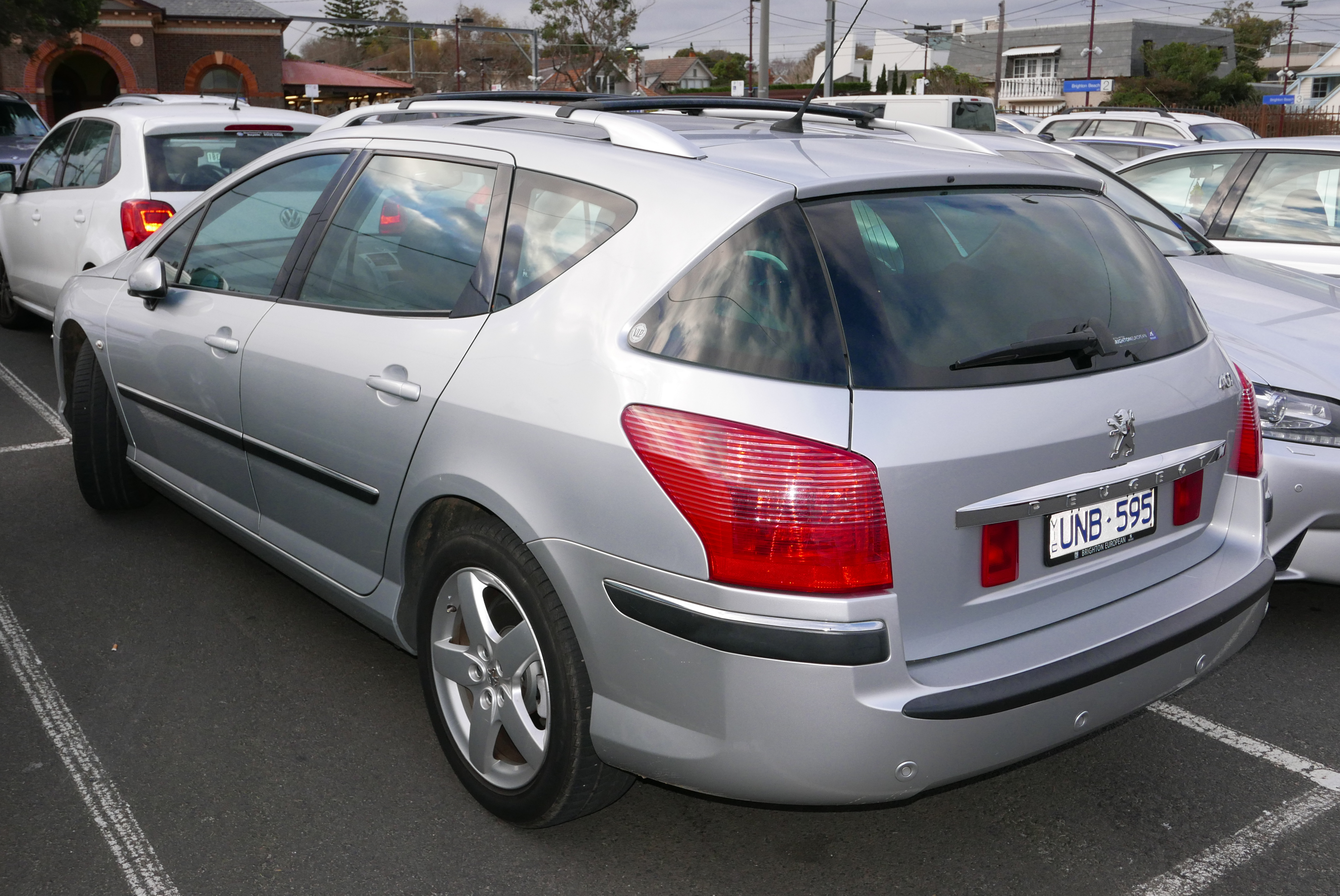
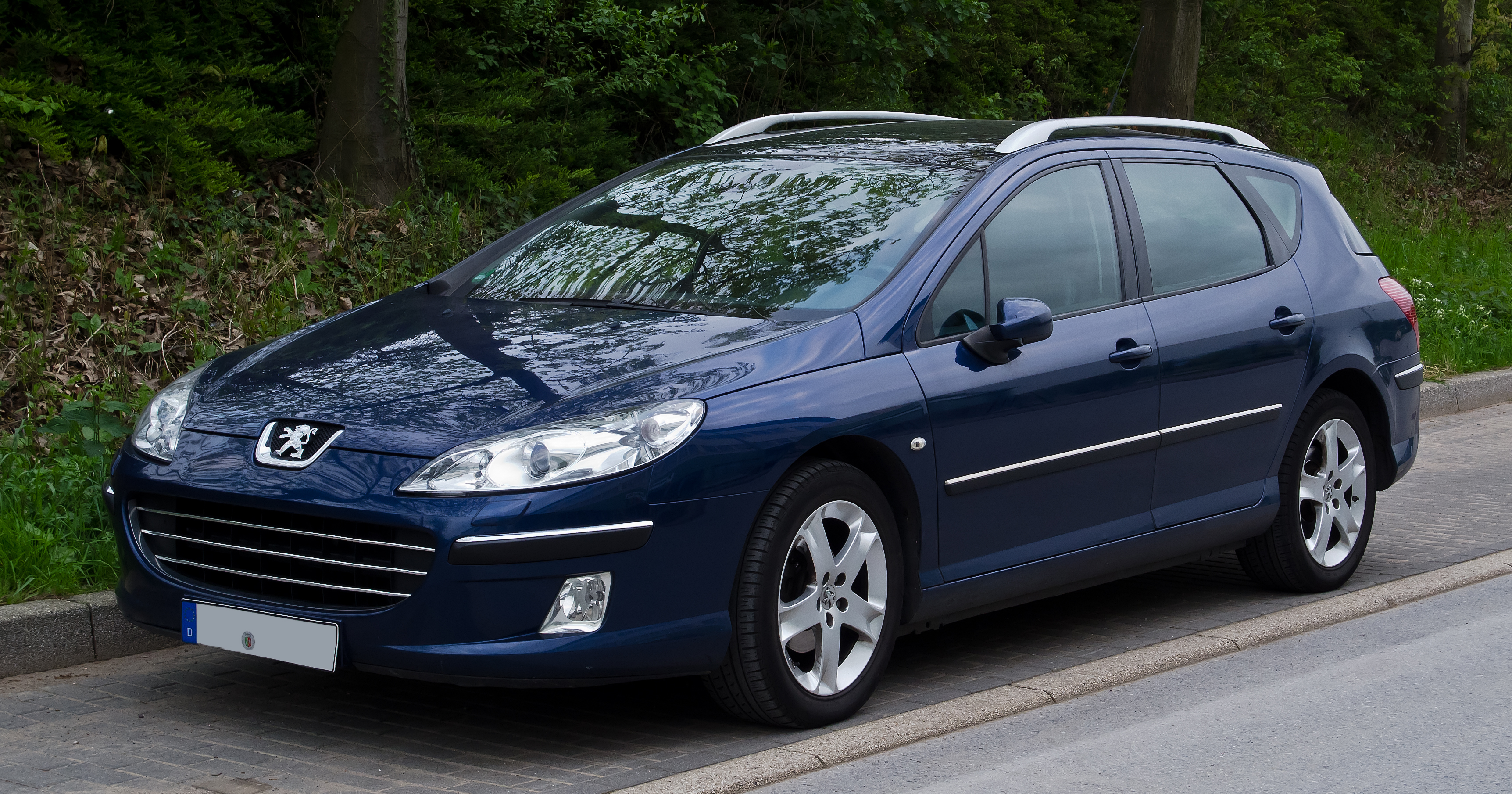
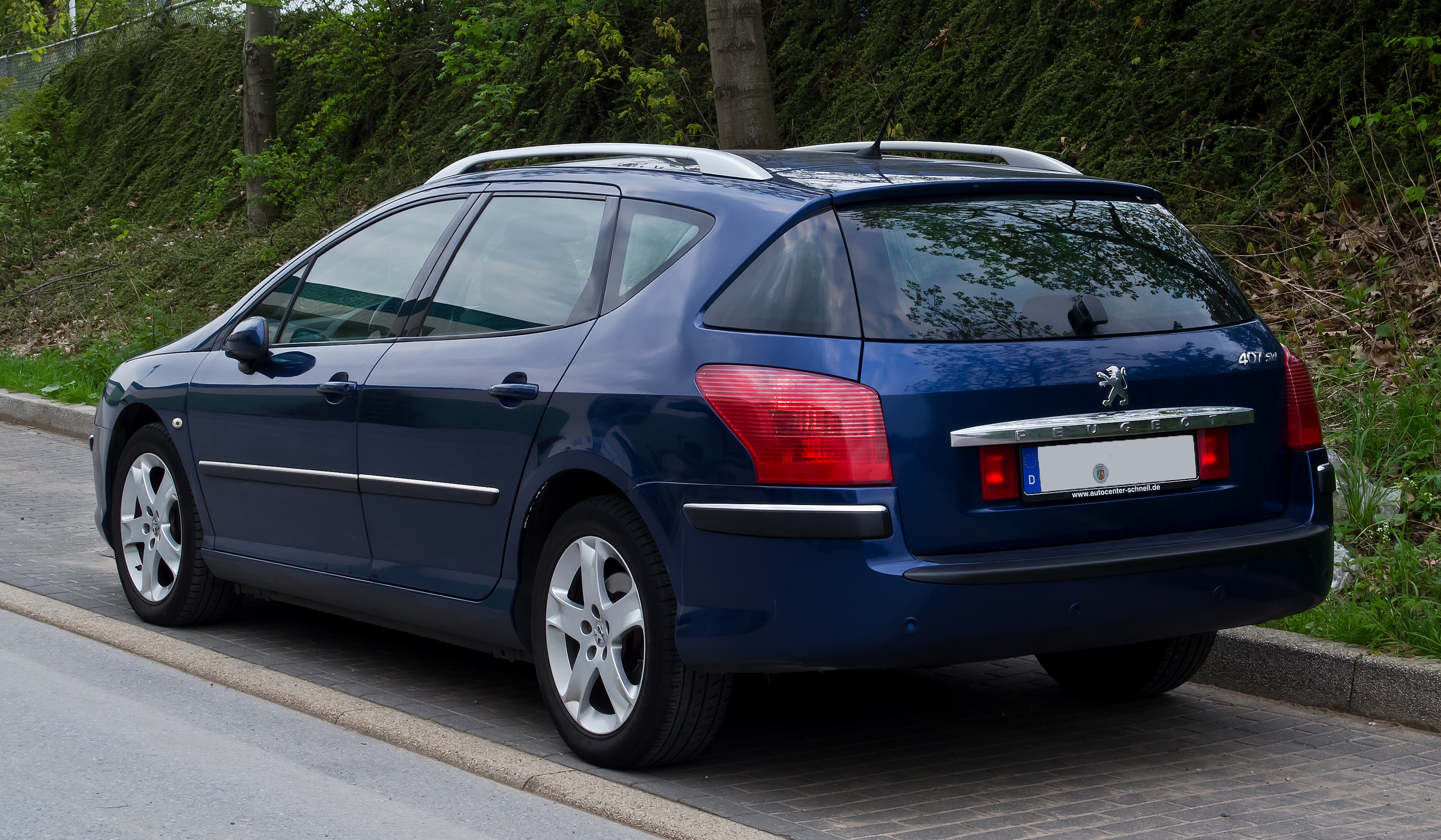